# Arago de Sète Volley-Ball 2020-2021
Questa voce raccoglie le informazioni riguardanti l'Arago de Sète Volley-Ball nelle competizioni ufficiali della stagione 2020-2021.

## Organigramma societario
Area direttiva
- Presidente: René Game

Area tecnica
- Allenatore: Patrick Duflos
- Allenatore in seconda: Christophe Lefel

## Rosa
| N° | Nome              | Ruolo | Data di nascita   | Nazionalità sportiva |
| -- | ----------------- | ----- | ----------------- | -------------------- |
| 1  | Maximiliano Gauna | C     | 20 aprile 1989    | Argentina            |
| 2  | Lenny Socrier     | C     | 15 marzo 1999     | Francia              |
| 3  | Rémy Lalisse      | S     | 13 luglio 2001    | Francia              |
| 4  | Baptiste Geiler   | S     | 12 marzo 1987     | Francia              |
| 5  | Jake Hanes        | O     | 3 maggio 1998     | Stati Uniti          |
| 6  | Antoine Carreño   | L     | 22 dicembre 1999  | Francia              |
| 7  | Raphaël Pascal    | C     | 19 agosto 1996    | Francia              |
| 8  | Cheikh Diop       | O     | 9 ottobre 2000    | Francia              |
| 9  | Tom Picard        | S     | 16 settembre 1998 | Francia              |
| 10 | Yoann Jaumel      | P     | 16 settembre 1987 | Francia              |
| 12 | Timo Beriot       | O     | 31 dicembre 2000  | Francia              |
| 13 | Vasyl' Tupčij     | O     | 13 gennaio 1992   | Ucraina              |
| 14 | Romain Devèze     | L     | 5 ottobre 1993    | Francia              |
| 15 | Inovel Romero     | S     | 28 gennaio 1995   | Porto Rico           |
| 16 | Hugo Fouillade    | L     | 28 aprile 2000    | Francia              |
| 17 | Matthieu García   | P     | 11 marzo 2000     | Francia              |
| 18 | Ardo Kreek        | C     | 7 agosto 1986     | Estonia              |
| 19 | Tibo Rippert      | S     | 15 novembre 2001  | Francia              |
| 20 | Kamil Baránek     | S     | 2 maggio 1983     | Rep. Ceca            |